# Ptinus niveonotatus
Ptinus niveonotatus is een keversoort uit de familie klopkevers (Ptinidae). De wetenschappelijke naam van de soort werd in 1913 gepubliceerd door Arthur Mills Lea.